# Lüttje Lage
Lüttje Lage je míchaný alkoholický nápoj pocházející z německého města Hannover. Hlavní ingrediencí je místní pivo Broyhan, které se vaří od roku 1526. Jde o slabě chmelené svrchně kvašené pivo z ječného a pšeničného sladu obsahující 2,8 % alkoholu. Od devatenáctého století se v Hannoveru toto pivo pije spolu se žitnou pálenkou (Kornbrand) o obsahu alkoholu 32 %.
Podle místního zvyku se Lüttje Lage pije ze dvou sklenic specifickou technikou. Mezi palcem a ukazováčkem drží piják sklenici o obsahu 5 cl s pivem (Stamper) a mezi prostředníčkem a prsteníčkem sklenici o obsahu 1 cl s pálenkou (Uhle). Obě sklenice nakloní k ústům, aby pálenka tekla do piva a pak obě komponenty smíchané do úst, což vyžaduje cvik a obratnost. V Hannoveru se dá ovšem koupit i již smíchané Lüttje Lage v lahvích.
Název je odvozován z dolnoněmeckého slova lütt (malý) a latinského lagona (džbán). Tradičně se Lüttje Lage podává na slavnosti Schützenfest Hannover, která je největším ostrostřeleckým festivalem na světě. Nápoj je oslavován v místní písni Lüttje-Lagen-Lied, kterou složil Fritz Thörner. 
Obdobným nápojem je Lütt un Lütt z Hamburku, do něhož se používá ležák a akvavit.